# Kanton Saint-Amand-les-Eaux-Rive gauche
Der Kanton Saint-Amand-les-Eaux-Rive gauche war bis 2015 ein französischer Kanton im Arrondissement Valenciennes, im Département Nord und in der Region Nord-Pas-de-Calais. Sein Hauptort war Saint-Amand-les-Eaux. Vertreter im Generalrat des Departements war zuletzt von 2008 bis 2015 Eric Renaud (PCF).

## Gemeinden
Der Kanton bestand aus einem Teil der Stadt Saint-Amand-les-Eaux (angegeben ist hier die Gesamteinwohnerzahl; im Kanton lebten etwa 8.000 Einwohner) und weiteren zehn Gemeinden:
| Gemeinde             | Einwohner Jahr | Fläche km² | Bevölkerungsdichte | Code INSEE | Postleitzahl |
| -------------------- | -------------- | ---------- | ------------------ | ---------- | ------------ |
| Bousignies           | 313 (2013)     | 3,14       | 100 Einw./km²      | 59100      | 59178        |
| Brillon              | 732 (2013)     | 2,87       | 255 Einw./km²      | 59109      | 59178        |
| Lecelles             | 2.718 (2013)   | 16,24      | 167 Einw./km²      | 59335      | 59226        |
| Maulde               | 976 (2013)     | 5,18       | 188 Einw./km²      | 59393      | 59158        |
| Millonfosse          | 658 (2013)     | 3,48       | 189 Einw./km²      | 59403      | 59178        |
| Nivelle              | 1.289 (2013)   | 5,92       | 218 Einw./km²      | 59434      | 59230        |
| Rosult               | 1.881 (2013)   | 8,16       | 231 Einw./km²      | 59511      | 59230        |
| Rumegies             | 1.640 (2013)   | 7,71       | 213 Einw./km²      | 59519      | 59226        |
| Saint-Amand-les-Eaux | 16.653 (2013)  | –          | – Einw./km²        | 59526      | 59230        |
| Sars-et-Rosières     | 548 (2013)     | 2,6        | 211 Einw./km²      | 59554      | 59230        |
| Thun-Saint-Amand     | 1.146 (2013)   | 3,71       | 309 Einw./km²      | 59594      | 59158        |